# Мельник Ганна Василівна
Ганна Василівна Мельник (17 серпня 1930, місто Кишинів, тепер Молдова — ?) — молдавська радянська діячка, секретар Президії Верховної Ради Молдавської РСР. Член ЦК КП Молдавії в 1963—1990 роках. Депутат Верховної Ради Молдавської РСР 7—11-го скликань. Кандидат біологічних наук (1961).

## Біографія
Народилася в родині робітника.
Член КПРС з 1952 року.
У 1953 році закінчила заочно Кишинівський державний педагогічний університет імені Леніна.
У 1953—1955 роках — 2-й секретар, 1-й секретар Кишинівського міського комітету ЛКСМ Молдавії.
У 1955—1956 роках — інструктор Кишинівського міського комітету КП Молдавії.
У 1956—1962 роках — аспірант Молдавської філії Академії наук СРСР; молодший науковий співробітник Академії наук Молдавської РСР.
У 1962—1964 роках — секретар, 2-й секретар Кишинівського міського комітету КП Молдавії.
У 1964—1969 роках — завідувач відділу науки та культури ЦК КП Молдавії.
У 1969—1975 роках — завідувач відділу науки та навчальних закладів ЦК КП Молдавії.
15 липня 1975 — 28 лютого 1987 року — секретар Президії Верховної Ради Молдавської РСР.
З лютого 1987 року — персональний пенсіонер.

## Нагороди
- орден Трудового Червоного Прапора
- орден Дружби народів
- орден «Знак Пошани»
- медалі